# Kay Peter Jankrift
Kay Peter Jankrift (* 1. März 1966 in Georgsmarienhütte) ist ein deutscher Historiker und Medizinhistoriker.
Kay Jankrift studierte Mittlere und Neue Geschichte, Semitische Philologie und Islamwissenschaft an den Universitäten Münster und Tel Aviv. Nach der Promotion an der Westfälischen Wilhelms-Universität Münster im Jahr 1995 war er von 1997 bis 2000 wissenschaftlicher Mitarbeiter am Institut für Theorie und Geschichte der Universität Münster. Von 2000 bis 2005 war Jankrift wissenschaftlicher Mitarbeiter am Institut für Geschichte der Medizin der Robert Bosch Stiftung. Seit 2005 ist er freier Mitarbeiter des Instituts.
Außerdem war Jankrift Lehrbeauftragter für Mittelalterliche Geschichte am Historischen Seminar der Universität Münster und bis zum Sommersemester 2000 an der Heinrich-Heine-Universität Düsseldorf. 2002 wurde er mit der Venia Legendi für Mittelalterliche Geschichte an der Westfälischen Wilhelms-Universität Münster habilitiert. Ab September 2005 war er wissenschaftlicher Mitarbeiter am Institut für Geschichte der Universität Erlangen und an der Ruhr-Universität Bochum (DFG Schwerpunktprojekt: Multiethnische und multireligiöse Kulturen auf der Iberischen Halbinsel). Er war von 2009 bis 2013 wissenschaftlicher Mitarbeiter am Institut für Europäische Kulturgeschichte der Universität Augsburg. Von 2011 bis 2012 war er wissenschaftlicher Mitarbeiter am Deutschen Medizinhistorischen Museum Ingolstadt. Im Jahr 2012 wurde ihm der Titel außerplanmäßiger Professor verliehen. Von 2013 bis 2016 war er wissenschaftlicher Mitarbeiter am Institut für Geschichte und Ethik der Medizin der TU München. Von 2014 bis 2020 war er, teils gleichzeitig, wissenschaftlicher Mitarbeiter am Institut für Geschichte, Theorie und Ethik der Medizin der Universität Ulm. Von Juli 2021 bis März 2022 war er Fellow des Käte Hamburger Kollegs „Einheit und Vielfalt im Recht“ der Universität Münster.
Seine Forschungsschwerpunkte sind: Geschichte der Iberischen Halbinsel, Begegnungen zwischen Orient und Okzident, Städtegeschichte, Geschichte der Kreuzzüge und der geistlichen Ritterorden, Sozial-, Kultur- und Medizingeschichte des Mittelalters.

## Schriften (Auswahl)
- Institutionalisierung und Organisation des Ordens vom Heiligen Lazarus zu Jerusalem von seinen Anfängen bis zum Jahre 1350 (= Vita regularis. Ordnungen und Deutungen religiösen Lebens im Mittelalter 4), LIT-Verlag, Münster 1996 (phil. Diss. Münster 1995)
- Brände, Stürme, Hungersnöte. Katastrophen in der mittelalterlichen Lebenswelt, Jan Thorbecke Verlag, Ostfildern 2003.
- Krankheit und Heilkunde im Mittelalter (= Studienwissen Kompakt, Mittelalter), Wissenschaftliche Buchgesellschaft, Darmstadt 2003. (Rezension)
- Das Mittelalter. Ein Jahrtausend in zwölf Kapiteln, Jan Thorbecke Verlag, Ostfildern 2004. (Rezension)
- Mit Gott und schwarzer Magie. Medizin im Mittelalter (= Besondere Wissenschaftliche Reihe), Wissenschaftliche Buchgesellschaft, Darmstadt 2005.
- Henker, Huren, Handelsherren. Alltag in einer mittelalterlichen Stadt, 2. Auflage, Klett-Cotta, Stuttgart 2008, ISBN 978-3-608-94140-1.
- Im Feuer des Glaubens. Das Schicksal einer jüdischen Familie im Zeitalter der Inquisition, Klett-Cotta, Stuttgart 2014, ISBN 978-3-608-94702-1.